# Indriði Indriðason
Indriði Indriðason (12 de outubro de 1883 - 31 de agosto de 1912) foi um médium espírita islandês. Ele foi o primeiro médium documentado na Islândia e sua descoberta foi um grande impulso para o estabelecimento do espiritualismo lá.

## Vida
Indriði foi criado em uma fazenda remota e sem instrução. Aos 22 anos, mudou-se para Reykjavík para trabalhar em um jornal como aprendiz de impressor. A esposa do parente em cuja casa ele morava estava interessada na Sociedade Experimental que Einar Hjörleifsson Kvaran havia estabelecido para investigar alegações espíritas; no início de 1905, ela o levou a uma sessão e, quando ele participou de um experimento de empinar mesa, ela alegou que a mesa se moveu "violentamente".
A Sociedade Experimental foi formalizada no outono de 1905, a fim de investigar Indriði. Ela pagou-lhe um salário e ele foi obrigado a não fazer sessões sem sua permissão. Ele se mudou para a casa de Kvaran e, em 1907, a Sociedade construiu uma Casa Experimental para ele, a fim de fornecer condições controladas ao máximo para observá-lo. Ele morou lá com um estudante de teologia. Depois de uma visita às Ilhas Westman em setembro de 1907, segundo os espiritualistas, ele ficou cada vez mais preocupado com o fenômeno poltergeist e os membros da Sociedade tiveram que passar a noite na sala.
A partir da primavera de 1905, Indriði reclamou que não gostava dos experimentos "e de fato nunca havia gostado, pois se sentia exausto e cansado como resultado deles. Começou a dormir mal, reclamava de dores de cabeça e ficou um pouco deprimido. Ele planejava ir para a América e deixar o círculo para sempre". No contexto, "América" significava a Nova Islândia no Canadá. Ele ficou doente na época e sofreu uma doença súbita e grave em fevereiro do ano seguinte. No verão de 1909, ele visitou seus pais e ele e sua noiva, Jóna Guðnadóttir, pegaram febre tifóide. Ela morreu; Indriði nunca se recuperou totalmente e não participou de nenhuma pesquisa adicional. Ele se casou com outra pessoa, mas a filha deles morreu antes do segundo aniversário dela, e o próprio Indriði morreu de tuberculose no sanatório de Vífilsstaðir em 31 de agosto de 1912.

## Mediunidade
Segundo os proponentes, Indriði teve sucesso imediato com a escrita automática. Ele entrou em transe pela primeira vez no final da primavera de 1905. Ele alegou ver seres sombrios, dos quais tinha medo.
Em novembro de 1905, ele alegadamente foi capaz de levitar. De acordo com relatos espiritualistas, o próprio Indriði às vezes batia com a cabeça no teto e reclamava de machucá-la, e em pelo menos duas ocasiões as queixas dos vizinhos sobre barulho quando ele caía de volta no chão exigiram realocar as experiências para o apartamento de outra pessoa. Diz-se que surgiu uma personalidade de controle que afirmava ser Konráð Gíslason, irmão do avô de Indriði, que havia sido professor de língua islandesa na Universidade de Copenhague.
Os crentes espiritualistas alegaram que, no primeiro ano de experimentação, batidas foram ouvidas na parede e luzes se manifestaram, inicialmente como relâmpagos ou pontos no ar ou nas paredes, até 58 em uma vez, de vários tamanhos, formas e cores, e no início de dezembro de 1905, um homem apareceu à luz. Seus relatos relatam que as luzes, que "como em todos os seus principais fenômenos, pareciam causar muita dor a Indriði", de modo que ele "guinchava e gritava" e reclamava após as sessões que ele "sentia como se tivesse sido espancado", pararam no Natal, mas recomeçaram em dezembro de 1906, quando um homem apareceu novamente à luz e afirmou ser um dinamarquês desencarnado chamado Sr. Jensen. O homem supostamente apareceu várias vezes em um pilar de luz que os observadores descreveram como muito bonito, enquanto Indriði desta vez estava em transe. Os proponentes defendem a genuinidade dos fenômenos, dizendo que nenhum equipamento capaz de produzir as luzes estava disponível em Reykjavík, e os Kvarans atestaram que Indriði tinha apenas um único baú sem fechadura, e eles e outros o revistaram e mantiveram-no sob observação.
Os espiritualistas afirmam que em sua primeira aparição Jensen falou audivelmente, perguntando "com um sotaque típico de Copenhague" se as pessoas podiam vê-lo, e que ele também era palpável: ele tentou tocar as pessoas e deixou-as tocá-lo. Segundo seus relatos, em janeiro de 1908, uma entidade chamada Sigmundur se manifestou, audível a alguma distância de Indriði. Espiritualistas relatam que, depois disso, houve ocasiões em que várias vozes foram ouvidas em torno de Indriði enquanto ele visitava sua noiva em uma fazenda, incluindo uma ao ar livre em plena luz do dia, quando várias vozes diferentes falaram entre si, em sucessão imediata e até simultaneamente. Os proponentes dizem que um observador que suspeitava de ventriloquismo relatou que uma vez ouviu uma voz masculina e feminina cantando simultaneamente de maneira habilidosa e treinada, um feito supostamente impossível para Indriði, descrito como um cantor não treinado que costumava cantar no coro da catedral. Os crentes citaram uma história anedótica de que um amigo tentou apanhar Indriði cantando um dueto com uma das vozes e dando um tom desconfortavelmente alto, mas concluiu que era "muito improvável que houvesse em toda a cidade um cantor que pudesse" cantar tão bem como a voz fez.
Os espiritualistas consideraram Indriði principalmente um médium físico e dizem que ele relatava corretamente informações, como um grande incêndio em Copenhague.
No inverno de 1906-07, a Sociedade realizou "sessões de apport" na casa de Kvaran, durante as quais Indriði  supostamente materializou objetos de toda a Reykjavík. Ele próprio também teria sido teleportado de uma sala trancada para outra em uma ocasião.
Os defensores afirmam que o braço esquerdo de Indriði "desmaterializou-se" várias vezes em dezembro de 1906 e que até sete testemunhas uma vez juraram que não podiam encontrá-lo, mesmo acendendo fósforos e brilhando luzes em seu corpo.
Após a visita de Indriði às Ilhas Westman, em setembro de 1907, os espiritualistas dizem que ele foi atormentado por fenômenos poltergeist e de levitação que ele e seus controles atribuíram a um homem chamado Jón, a quem ele viu e fez comentários insultuosos. Supostamente, Indriði e a cadeira de vime em que ele estava sentado foram transportados por duas fileiras de pessoas; o harmônio se moveu enquanto o organista o tocava; à noite, a cama de Indriði e o próprio Indriði foram levitados. Segundo a história, os observadores não conseguiram segurar as pernas dele ou em uma ocasião impedir que ele fosse arrastado para outra sala. Alegou-se que objetos foram jogados ao redor do quarto da Casa Experimental e, em menor grau, na casa de Kvaran, quebrando lâmpadas e lavatórios e fazendo com que os observadores agarrassem Indriði e fugissem. Segundo o relato de Haraldur Níelsson ao Segundo Congresso Internacional de Pesquisa Psíquica, Jón era considerado um suicida recente.
Os proponentes rejeitaram as acusações de fraude contra Indriði por não terem vindo de testemunhas em primeira mão. Entre os fiéis estavam Guðmundur Hannesson, fundador da Sociedade Científica da Islândia e duas vezes presidente da Universidade da Islândia. Outro foi Haraldur Níelsson, um espírita e membro ativo da Sociedade Espírita da Islândia, que na época era sobrinho do bispo da Islândia e escreveu sobre Indriði, apresentando-o em conferências espiritualistas internacionais 

## Crítica
As alegações da Sociedade Experimental sobre as supostas habilidades de Indriði foram os temas de controvérsia na imprensa islandesa. Fjallkonen condenou uma suposta "operação de cura" na qual um indivíduo morreu depois que Indriði tentou curá-lo de câncer, como "ultrajante" e "ofensiva". Reykjavik descreveu Indriði como um "charlatão instável e não confiável". Mais tarde, quando Kvaren e Indriði fizeram palestras, o jornal os acusou de trapaça e falsas declarações. Kvaren e outros defensores responderam dizendo que as acusações eram religiosamente motivadas e falsas, e alegaram que Indriði tinha habilidades paranormais genuínas.
Os jornais da época continuaram a publicar críticas contundentes a Indriði, descrevendo o espiritualismo como "religião de fantasma burlesca" e "vaidade ridícula e absurda". Os estudiosos religiosos modernos consideram a ampla popularidade de Indriði responsável pelo lançamento do movimento espiritualista na Islândia no início do século XX, e as opiniões dos proponentes de Indriði, como Haraldur Níelsson, como "uma mistura excêntrica de crenças científicas e sobrenaturais típicas do espiritualismo em todo o mundo".
Antônio da Silva Mello criticou os experimentos conduzidos com Indriðason como não científicos. Ele notou que eles foram realizados no escuro e era suspeito, pois Indriðason se recusou a tirar a camisa para que seu corpo pudesse ser examinado após uma sessão.